# Polyball

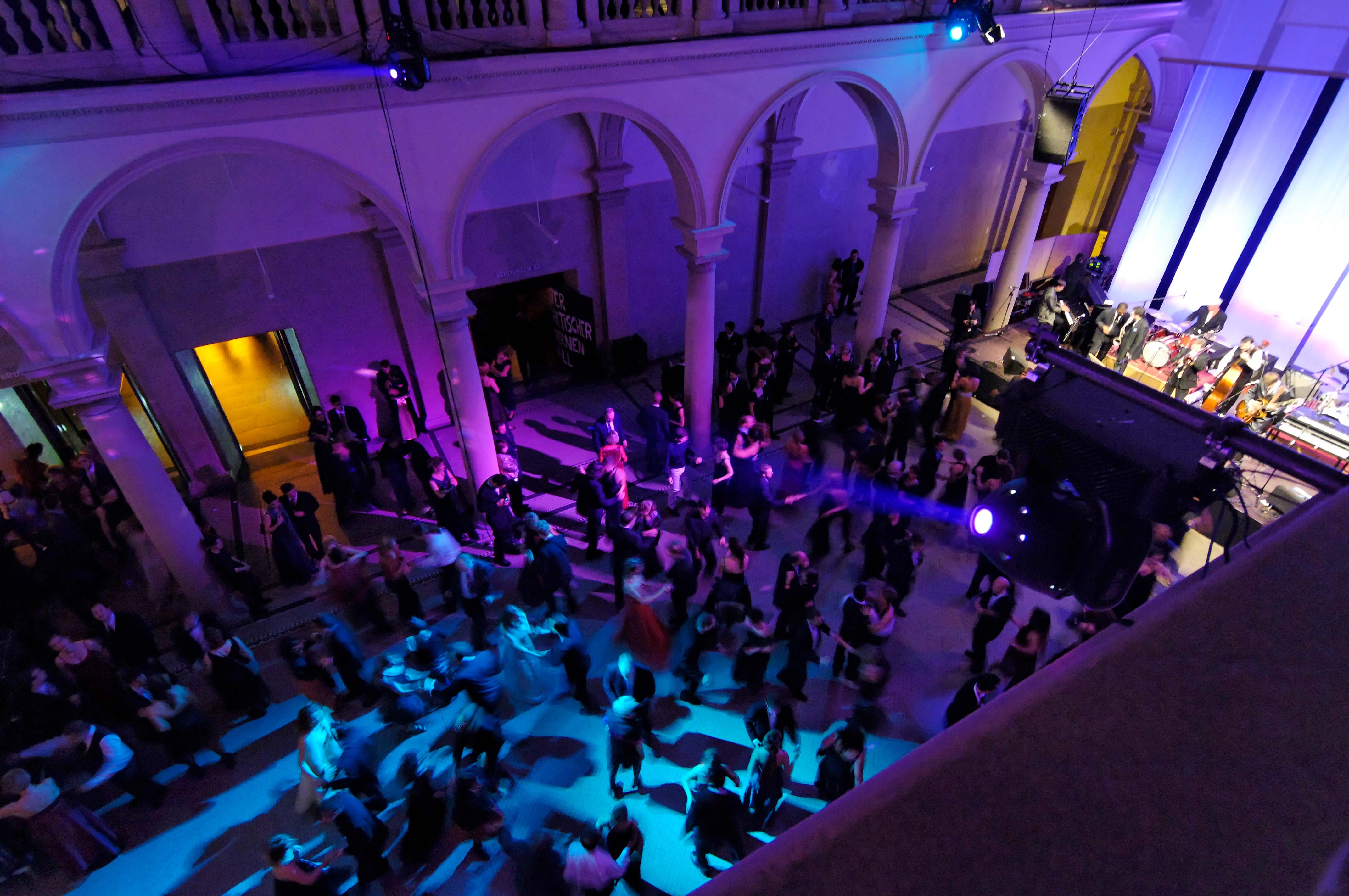
Die Haupthalle der ETH während des Polyballs (2005)

Der Polyball ist ein traditioneller Tanzball an der ETH Zürich. Er findet alljährlich Ende November statt.

## Allgemeines

### Geschichte
Die Datierung des ersten Polyballs ist nicht genau bekannt. Man nimmt aber an, dass er seit den 1880er-Jahren durchgeführt wird. Bis 1927 war der Ball unter dem Titel Akademie bekannt und unterlag einem karitativen Zweck. Seit den 1950er-Jahren wird ausserdem für jeden Ball ein eigenes Motto entwickelt und die Räumlichkeiten dementsprechend ausstaffiert.
Im Laufe der Zeit wechselte der Ball öfters seine Lokalität. Standorte waren die Zürcher Tonhalle, das Grand Hotel Dolder, das Zürcher Messegelände und die ETH selbst. Letztere ist seit über 30 Jahren der Austragungsort.
Seit 2005 gibt es ein Buch über die Geschichte des Polyballs: POLYBALL Die schönste Dekoration ist das Publikum. Bilder und Geschichten aus über 100 Jahren Polyball.

### Ablauf
Der Polyball wird in den weitverzweigten Haupt- und Mehrzweckgebäuden der ETH durchgeführt. Der Einlass beginnt samstags um 19 Uhr. Der Ball selber dauert bis sonntags um 5 Uhr. 
Den Ballgästen stehen sechzehn bis zwanzig gemäss dem Ballmotto dekorierte Säle zur Verfügung. Je nach Grösse der einzelnen Säle liefern vom Strassenmusikanten bis zum ausgewachsenen Ballorchester allerlei Bands den musikalischen Hintergrund für die Tanzfreudigen. Durchschnittlich besuchen fast 9000 Gäste den Ball. Mehr sind feuerpolizeilich auch nicht zugelassen. 

### Organisation
Der Ball wird seit 1957 von der Kommission für studentische Anlässe (KOSTA) organisiert, einer anerkannten Organisation des VSETH und seit 2007 eine unabhängige Stiftung, welche aus dem VSETH sowie der UZH entstand. Mitglieder der Stiftung KOSTA sind Studierende der ETH und – anders als früher – auch solche von der Universität Zürich. Die Patenschaft des Balls übernimmt die Magnifizenz.

## Themen
- 2024 - Zwischen Göttern und Menschen
- 2023 -  Paillettes Illuminées
- 2022 – Tanz im Tal der Könige
- 2019 – Chasing Northern Lights
- 2018 – Eine Nacht wie im Märchen
- 2017 – Polyball Royale – A rather british night
- 2016 – PolybAll – A Light Year in a Night
- 2015 – Weltenbummler
- 2014 – Tanz der Elemente
- 2013 – New York Nights
- 2012 – Scheherazade – 1000 Geschichten und eine Nacht
- 2011 – Auf der Suche nach Eldorado
- 2010 – Night out in the 20’s
- 2009 – Une Merveille
- 2008 – Winterwelt
- 2007 – Mit Säbel und Sextant
- 2006 – Die Stadt
- 2005 – Sternenwerfer
- 2004 – Ball-alaika
- 2003 – kitsch as kitsch can
- 2002 – Roma – Baci antichi
- 2001 – Feuerball
- 2000 – Tanz der Sinne
- 1999 – Latente Talente
- 1998 – Versunkene Welten
- 1997 – Le palais danse
- 1996 – Das Experiment
- 1995 – Bal des Arts
- 1994 – Ballo Magico
- 1993 – Bal des Jeux
- 1992 – Metropolys
- 1991 – Time Machine
- 1990 – CH 90
- 1989 – Spaceball
- 1988 – Shakesbier
- 1987 – Vulcano Forte
- 1986 – Globetrotter
- 1985 – Polywood
- 1984 – Märlibal
- 1983 – Polympia
- 1982 – Polyairball
- 1981 – Aquarius
- 1980 – Traumhochzeit hoch drei
- 1979 – Hannibal
- 1978 – Ali Baba
- 1977 – Goldrausch
- 1976 – Polyklinisches (abgesagt)
- 1975 – Odyssee
- 1974 – Münchhausen
- 1973 – Walpurgisnacht
- 1972 – Gulliver
- 1971 – Contrast
- 1970 – Land in Sicht
- 1969 – Heureka
- 1968 – Time Out
- 1967 – Vivat Vamp
- 1966 – Arche Noah
- 1965 – Grieche sucht Griechin
- 1964 – Hans im Glück
- 1963 – Perpetuum mobile
- 1962 – Mit Lackschuh und Zylinder